# آدام نولند
آدام نولند (انگلیسی: Adam Nowland؛ زادهٔ ۶ ژوئیهٔ ۱۹۸۱) بازیکن فوتبال اهل بریتانیا است.
از باشگاه‌هایی که در آن بازی کرده‌است می‌توان به باشگاه فوتبال ناتینگهام فارست، باشگاه فوتبال پرستون نورث اند، باشگاه فوتبال فایلد، باشگاه فوتبال استوک‌پورت کانتی، باشگاه فوتبال گیلینگام، باشگاه فوتبال ویمبلدون، باشگاه فوتبال بلکپول، باشگاه فوتبال لانکستر، باشگاه فوتبال وستهام یونایتد، و باشگاه فوتبال نوتس کانتی اشاره کرد.